# Vol MK Airlines 1602
Le 14 octobre 2004, le vol MK Airlines 1602, un vol cargo international assuré par un Boeing 747-200F de MK Airlines (en), reliant l'aéroport international Bradley, dans le Connecticut, aux États-Unis, à l'aéroport de Saragosse, en Espagne, s'est écrasé lors du décollage de l'aéroport international Stanfield d'Halifax, au Canada, tuant sur le coup les 7 membres d'équipage à bord.

## Avion et équipage

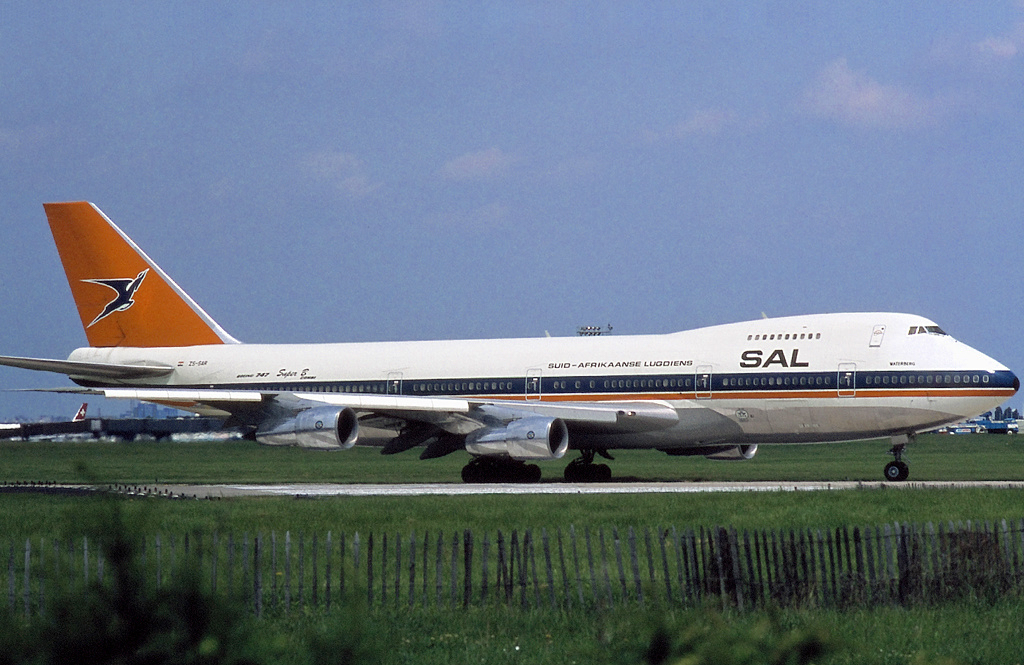
L'appareil impliqué dans l'accident, ici en juin 1981, après son acquisition par South African Airways.

L'appareil impliqué, un Boeing 747-244B/SF, a été fabriqué pour South African Airways (SAA) en 1980 (immatriculé ZS-SAR), effectuant son premier vol le 24 octobre de la même année, avant d'être livré le 6 novembre. Lors de son exploitation par SAA, cet appareil est converti pour le transport de marchandises. Le 11 novembre 1992, il est loué à Garuda Indonesia (immatriculé 3B-NAS), avant de revenir dans la flotte de SAA en septembre 1995, puis il est vendu à MK Airlines (en) en mars 2000, avec sa nouvelle immatriculation, 9G-MKJ.
Le commandant de bord est Michael Thornycroft, qui travaillait pour MK Airlines depuis sa création en 1990. Il totalise 23 200 heures de vol, dont 4 000 heures sur Boeing 747. Il a une double nationalité sud-africaine et britannique. Le copilote est Gary Keogh, totalisant 8 537 heures de vol. Le mécanicien navigant est Peter Launder, qui totalise 2 000 heures de vol. 
Il y a également à bord un équipage de relève, composé d'un pilote de relève, David Lamb, et d'un mécanicien navigant de relève, Steven Hooper, qui totalisent respectivement 1 600 et 1 990 heures de vol. 
À bord, se trouvait également un ingénieur responsable de la maintenance au sol, Mario Zhan, qui a la double nationalité sud-africaine et allemande, et le responsable de la cargaison, Chris Strydom. 
Cinq des sept membres d'équipage sont originaires du Zimbabwe ; les deux autres (Thornycroft et Zhan) viennent d'Afrique du Sud.

## Accident
À 0 h 3, heure locale, le vol 1602 décolle de l'aéroport international Bradley, dans le Connecticut, aux États-Unis. L'avion est alors chargé d'une cargaison de tondeuses autoportées et, fait une escale à Halifax, au Canada, à 2 h 12 pour être chargé d'environ 53 tonnes de homard et de poisson.
Le vol 1602 roule jusqu'à la piste 24 (désormais désignée « 23 ») et le décollage commence à 6 h 53. Lorsque l'avion atteint 130 nœuds (240 km/h), le manche est déplacé vers l'arrière à 8,4° pour initier la rotation, alors que l'avion vient de parcourir 5 500 pieds (1 700 m) sur la piste 24 ; à 3 300 pieds (1 000 m) de la piste, le nez de l'avion commence à se relever. 
L'assiette se stabilise brièvement à environ 9° à cabré, avec une vitesse de 144 nœuds (267 km/h). Comme le 747 n'avait toujours pas décollé de la piste, le manche est déplacé encore plus vers l'arrière à 10°, et l'avion répond en s'inclinant à nouveau jusqu'à environ 11° ; à ce moment, un tailstrike se produit entre l'arrière de l'appareil et le tarmac. L'avion a déjà parcouru 2 400 m sur la piste et se trouve légèrement à gauche de l'axe central. Le manche est alors légèrement relâché, à 9° vers l'arrière. L'assiette se stabilise alors à 11° pendant les quatre secondes suivantes, et le choc arrière s'est atténué en conséquence. 
Alors qu'il reste environ 180 m de piste, les manettes des gaz sont avancées à 92 % et le rapport de pression du moteur (en) (EPR) est augmenté à 1,60 sur chacun des quatre réacteurs. Alors qu'il reste 130 m, un deuxième tailstrike a lieu. Lorsque l'avion dépasse l'extrémité de la piste, le manche est à 13,5° vers l'arrière, l'assiette est de 11,9° à cabré et la vitesse est de 152 nœuds (282 km/h). L'angle à cabré le plus élevé enregistré, soit 14,5°, est survenu une minute et deux secondes après le début du décollage, après que l'appareil ait dépassé l'extrémité de la piste à une vitesse de 155 nœuds (287 km/h). 
Le 747 décolle à environ 670 pieds (200 m) au-delà de la piste et vole sur une distance de 325 pieds (99 m). La partie inférieure du fuselage arrière heurte ensuite violemment une berme en terre supportant une antenne LOC, faisant partie du système d'atterrissage aux instruments (ILS), située à 980 pieds (300 m) au-delà de l'extrémité de la piste. Avec une partie de son fuselage arraché, l'avion poursuit ensuite sa course en ligne droite sur 1 200 pieds (370 m) supplémentaires, se disloquant en plusieurs gros morceaux et prenant rapidement feu lorsqu'il heurte finalement le sol.
Plus de 60 à 80 pompiers et 20 véhicules, appartenant au service régional d'incendie et d'urgence d'Halifax (en), répondent à l'appel d'urgence de l'aéroport et arrivent sur les lieux du crash. Il a fallu près de trois heures pour éteindre l'incendie qui a suivi l'accident.

## Enquête
L'enquête sur les causes de l'accident a révélé que l'équipage a utilisé des valeurs de vitesses et un réglage de la poussée des moteurs incorrects lors du décollage, des données de décollage incorrectes ayant été calculées lors de la préparation de l'appareil pour le vol. Les pilotes ont notamment utilisé par inadvertance, pour le décollage d'Halifax, la masse totale qu'avait l'appareil lors du décollage de l'aéroport de Bradley, qui était de 240 tonnes, au lieu de la masse réelle de l'appareil, qui était de 353 tonnes, ce qui a conduit au calcul d'une vitesse de décollage (V1) incorrecte.
Le rapport final accuse également MK Airlines de ne pas s'être montrée conforme à la réglementation concernant les temps de vol et de service des pilotes, et de ne pas avoir établi de règles permettant de régir les périodes de service maximales autorisées pour les autres membres d'équipages, notamment le responsable de la cargaison et l'ingénieur de maintenance au sol, ce qui entraîne un risque accru d'erreurs induites par la fatigue.
Par la suite, la compagnie aérienne a contesté ces conclusions, affirmant que l'enregistreur phonique (CVR) avait été trop gravement endommagé, lors de l'incendie qui a suivi le crash, pour fournir des informations fiables.